# Partit Popular Laborista
El Partit Popular Laborista (Halkin Emek Partisi - HEP) fou una organització política kurda a Turquia. Fou la primera existent legalment i la primera que fou declarada il·legal.
Es va formar el 1990 i a les eleccions del 1991 un grup de diputats kurds del Partit Socialdemòcrata Popular (Sosyal Demokrat Halkçi Parti - SHP) van formar grup parlamentari separat. El partit proposava igualtat entre kurds i turcs. Aleshores operava nilitarment amb èxit el Partit dels Treballadors del Kurdistan i els turcs (pràcticament sense excepcions) foren incapaços de distingir entre un partit polític kurd i un moviment armat kurd, i els polítics turcs van començar a demanar la il·legalització.
Fou declarat il·legal el 14 de juliol de 1993 per la Cort Constitucional (formada per radicals nacionalistes turcs, sense cap kurd o cap representant d'un altra grup ètnic). Els membres del partit foren detinguts i els diputats (que gaudien d'immunitat) van seguir el mateix camí (març de 1994) i foren condemnat a llargues penes (desembre de 1994) per crims contra l'estat.